# Ерленбах-бай-Кандель
Ерленбах-бай-Кандель (нім. Erlenbach bei Kandel) — громада в Німеччині, розташована в землі Рейнланд-Пфальц. Входить до складу району Гермерсгайм. Складова частина об'єднання громад Кандель.
Площа — 5,47 км2. Населення становить 710 ос. (станом на 31 грудня 2020).